# Frances Perkins
Frances Perkins, född 10 april 1880, död 14 maj 1965, var en amerikansk sociolog och politiker. Hon var USA:s arbetsminister 1933–1945. Hon var USA:s första kvinnliga minister.
Perkins var redan omkring 1910 en av USA:s ledande sociologer och var mångsidigt sysselsatt med sociala problem av praktisk och teoretisk natur. 4 mars 1933 kallades hon av Franklin D. Roosevelt till arbetsminister i hans regering, och ansågs tillhöra hans närmaste förtrogna.